# Mbaxal

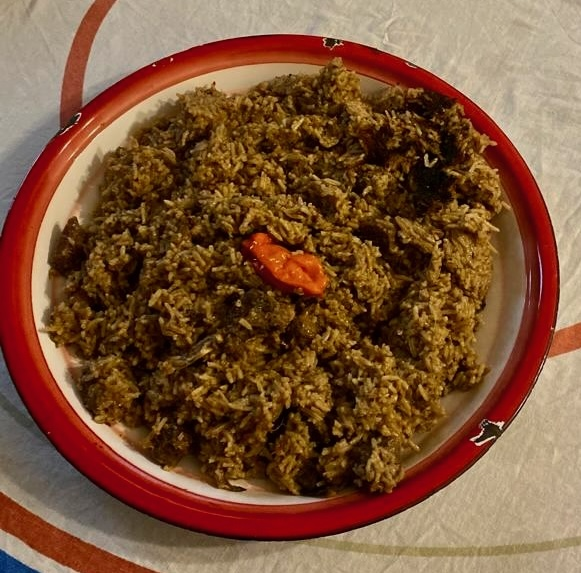
Mbalaxu naar (riz bouilli accompagné de viande de mouton).

Le mbaxal ou mbakhal est un plat sénégalais fait à base de riz et de poisson ou de viande.
Ce qui caractérise le mbaxal est le fait que le riz est cuit avec beaucoup d'eau et mélangé avec beaucoup d’épices. Il entre dans la famille des préparations dites « been cin ».